# Gerhard III. (Jülich)
Gerhard III. von Jülich war Graf von Jülich. Urkundlich trat er zwischen 1118 und 1166 auf.

## Leben
Gerhard III. war Sohn von  Gerhard II. von Jülich. Er hatte einen Bruder Wilhelm I.vom Jülich. Sein Sohn war Gerhard IV.